# Bowyer Butte
Der Bowyer Butte ist ein isolierter und kliffartiger Zeugenberg mit nahezu flachem Gipfel an der Küste des westantarktischen Marie-Byrd-Lands. Er ragt 1085 m hoch mit einer Ausdehnung von 5 km zwischen den unteren Abschnitten des Johnson- und des Venzke-Gletschers auf.
Wissenschaftler der United States Antarctic Service Expedition (1939–1941) entdeckten und fotografierten ihn bei einem Überflug im Dezember 1940. Das Advisory Committee on Antarctic Names benannte ihn nach Donald W. Bowyer, Meteorologe des United States Antarctic Program auf der Byrd-Station im Jahr 1962.